# Sorcery (videogioco 2012)
Sorcery (conosciuto come Lord of Sorcery in Giappone) è un videogioco d'azione, sviluppato da SCE Santa Monica Studio. È pubblicato da Sony Computer Entertainment per PlayStation 3.
Il gioco venne svelato in occasione del Electronic Entertainment Expo 2010. È disponibile dal 22 maggio 2012 negli Stati Uniti e dal 23 maggio in Europa.
Il gioco utilizza il controller di movimento PlayStation Move ed è uno dei primi giochi della seconda generazione di titoli per Move.

## Trama
Il mondo e l'ambientazione si ispirano in gran parte alla mitologia irlandese.
Il protagonista della storia è Finn, un maldestro ma ambizioso studente del potente stregone Dash, sempre accompagnato dalla misteriosa gatta Erline che gli fa da supervisore. Durante i loro giochi Finn ed Erline si rendono tuttavia l'inconsapevole causa della riapertura del portale che imprigionava il regno delle tenebre e saranno gli unici in grado di affrontare la pericolosa regina dell'incubo Everfair.

## Modalità di gioco
Il giocatore controlla il protagonista tramite il Playstation Move, usando il controller come se fosse la bacchetta magica del protagonista, usando il Navigation Controller o il Dual Shock 3 per muoversi.
All'inizio della storia il protagonista dispone solamente del potere della telecinesi e di un attacco base che consente di lanciare dalla bacchetta il proprio potere arcano, ma avanzando con la trama vengono appresi gli incantesimi elementali di terra, ghiaccio, fuoco, vento e fulmine. Gli attacchi generano vari effetti in base a come vengono lanciati e possono essere anche combinati tra loro generando devastanti effetti. La magia non viene utilizzata solamente per combattere i nemici ma anche per esplorare zone nascoste e risolvere vari enigmi utili a sbloccare la strada.
Oltre alla magia arcana il protagonista può far uso di pozioni che generano i più vari effetti, dal recupero dell'energia, al potenziamento dei propri poteri, al mutare il proprio aspetto. Le pozioni vanno tuttavia scoperte, miscelando vari ingredienti alchemici.